# Arhopala malu
Arhopala malu är en fjärilsart som beskrevs av Corbet 1946. Arhopala malu ingår i släktet Arhopala och familjen juvelvingar. Inga underarter finns listade i Catalogue of Life.